# ОАЭ на Универсиадах
ОАЭ принимает участие в Универсиадах начиная с летней Универсиады 1985 года в Кобе. На зимних Универсиадах спортивная делегация ОАЭ участвует начиная с зимней Универсиады 2019 года в Красноярске.
На настоящее время (после летней Универсиады 2021 и зимней Универсиады 2023) спортсмены ОАЭ на всех Универсиадах медалей не завоевали.